# Storfjord
Storfjord (en sami septentrional: 'Omasvuotna'; Kven: Omasvuono) es un municipio en Troms, Noruega. El centro administrativo es Hatteng. Otras localidades son Elvevoll, Oteren y Skibotn.

## Evolución administrativa
Storfjord ha sufrido pocos cambios desde su creación, los cuales son:
| Año  | Cambio territorial                                | Población |
| ---- | ------------------------------------------------- | --------- |
| 1929 | Formación del municipio tras separación de Lyngen | 1499      |
| 1964 | La granja Elvebakken pasa a ser de Storfjord      |           |
| 1992 | Un territorio de Lyngen en el sector de Nordnes   |           |

## Etimología
El nombre deriva del fiordo Storfjorden. El primer elemento es stor que significa «grande» y fjorden «fiordo».

## Historia

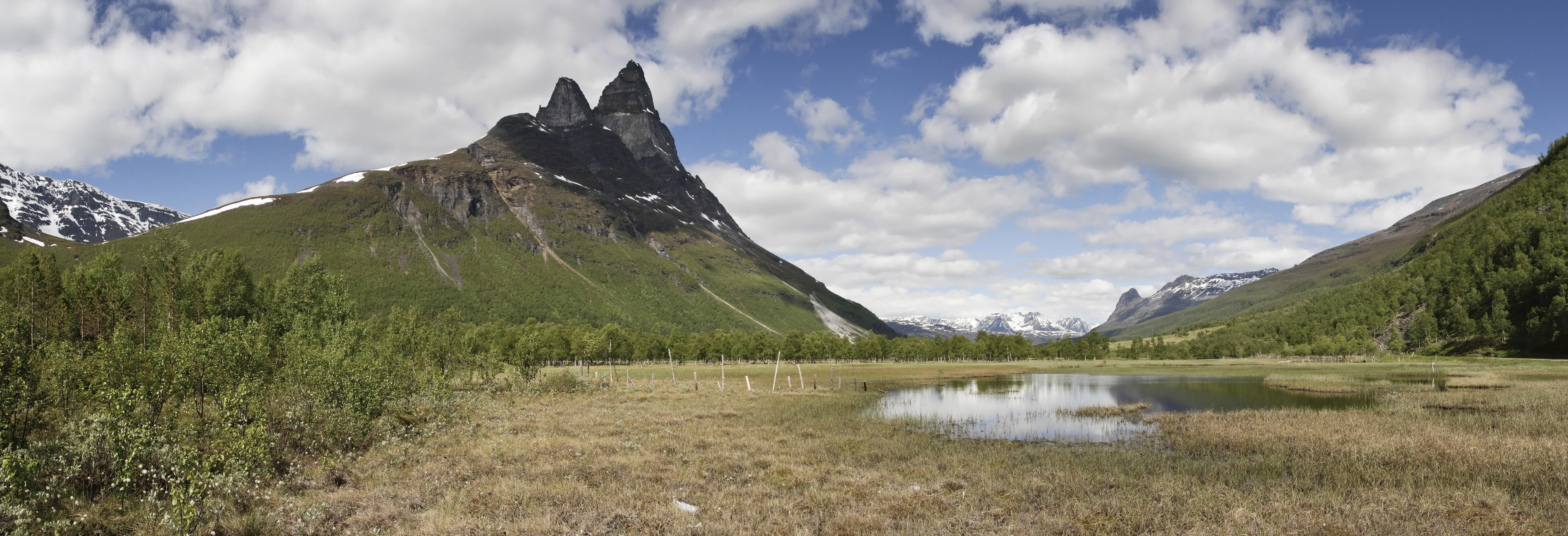
Valle de Signaldalen

El pueblo sami son los habitantes originarios de la zona, sin embargo en el siglo XIX fineses y noruegos del sur colonizaron el territorio. Después los sami se reubicaron dentro de Storfjord hasta la actualidad. En el siglo XIX el laestadianismo tuvo una posición dominante. Skibotn es un enclave fuerte en el municipio.
El mercado de Skibotn ha sido un lugar de encuentro tradicional entre los sami, fineses y noruegos. El mercado aún perdura. La mezcla étnica ha dejado una representación dual de la cultura sami y finlandesa. En el valle de Signaldalen, se originó un dialecto aparte de los primeros colonos del sur.

### Segunda Guerra Mundial
Existían muchos campos de prisioneros durante la Segunda Guerra Mundial. Un artículo de la NRK publicado en el 2014 estimó entre 7000 y 8000 los prisioneros de guerra soviéticos, siendo el peor de ellos el campo de Mallnitz.

## Gobierno
El municipio se encarga de la educación primaria, asistencia sanitaria, atención a la tercera edad, desempleo, servicios sociales, desarrollo económico, y mantención de caminos locales.

### Concejo Municipal
El concejo municipal (Kommunestyre) tiene 17 representantes que son elegidos cada 4 años y estos eligen a un alcalde. Estos son:

### Storfjord Kommunestyre 2015-2019
| Partido              | Número de representantes |
| -------------------- | ------------------------ |
| Partido Laborista    | 3                        |
| Partido del Progreso | 1                        |
| Partido Conservador  | 4                        |
| Partido Verde        | 1                        |
| Partido de Centro    | 2                        |
| Independientes       | 6                        |

## Geografía
Se localiza en el interior del Lyngefjorden. Storfjord limita con Finlandia y Suecia, en el hito Treriksröset. El cairn Treriksrøysa es un destino popular de senderismo.Los bosques de pino y abedul son comunes en los valles de Storfjord, incluidos los de pino tipo calcáreo, ricos en orquídeas. El lago Rihpojávri se ubica cerca del límite este de Storfjord.

### Clima
El valle de Skibotn tiene un microclima con muchas nubes pequeñas. Tiene unas precipitaciones promedio de 300 a 450mm. Las temperaturas varían entre los -6,5 °C en enero a los 13,5 en julio.

## Galería

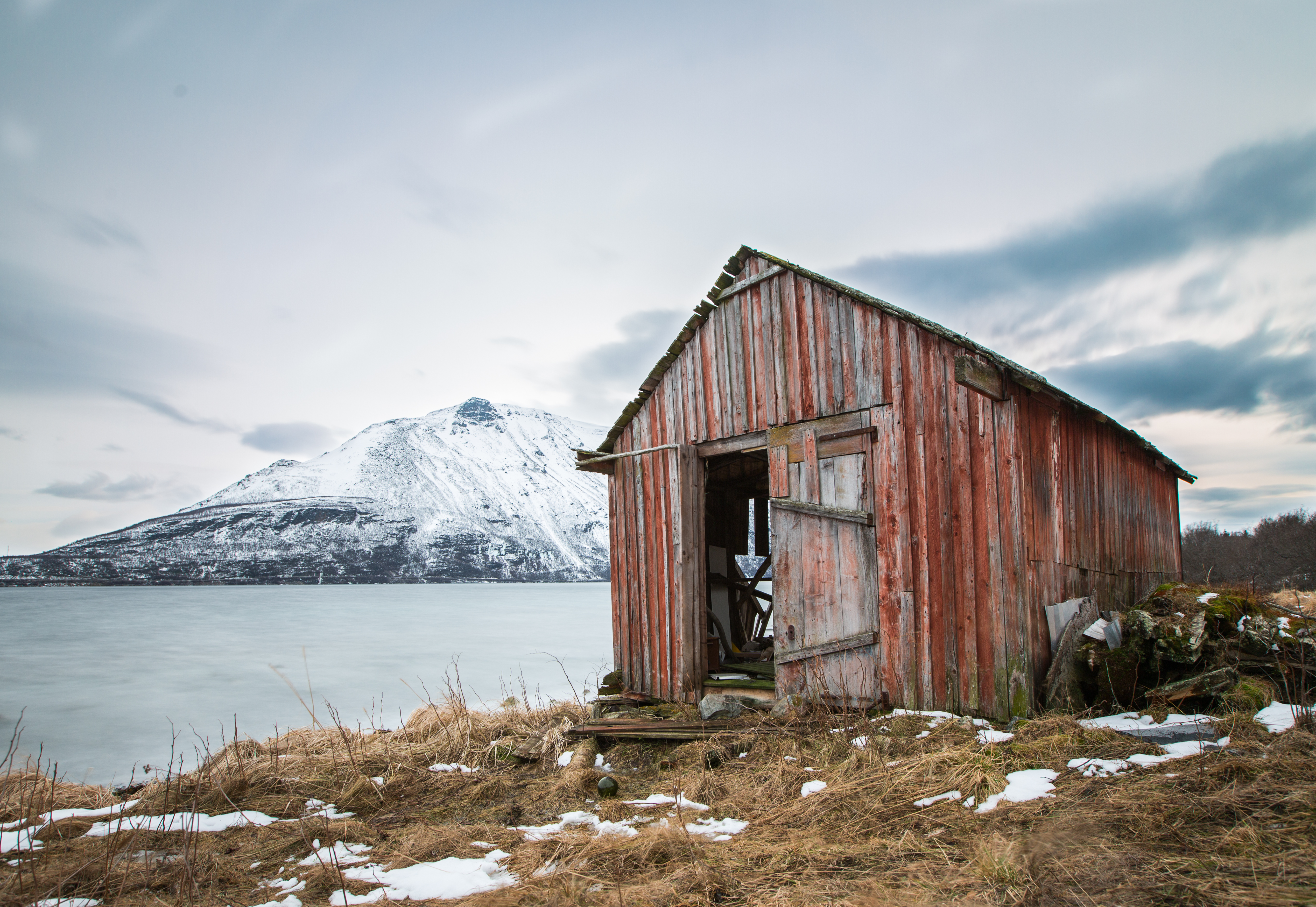
Alpes de Lyngen
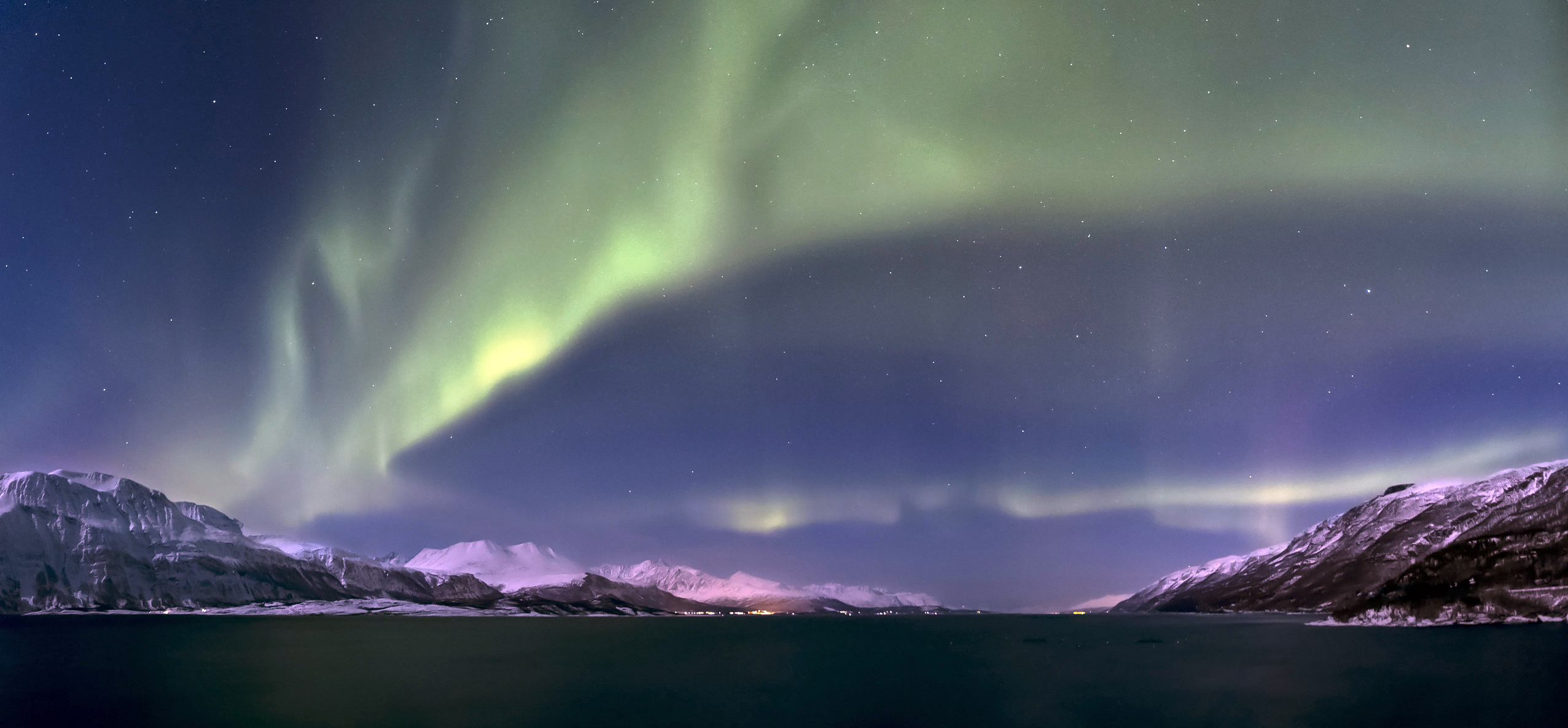
Aurora boreal sobre Lyngenfjorden, 2012
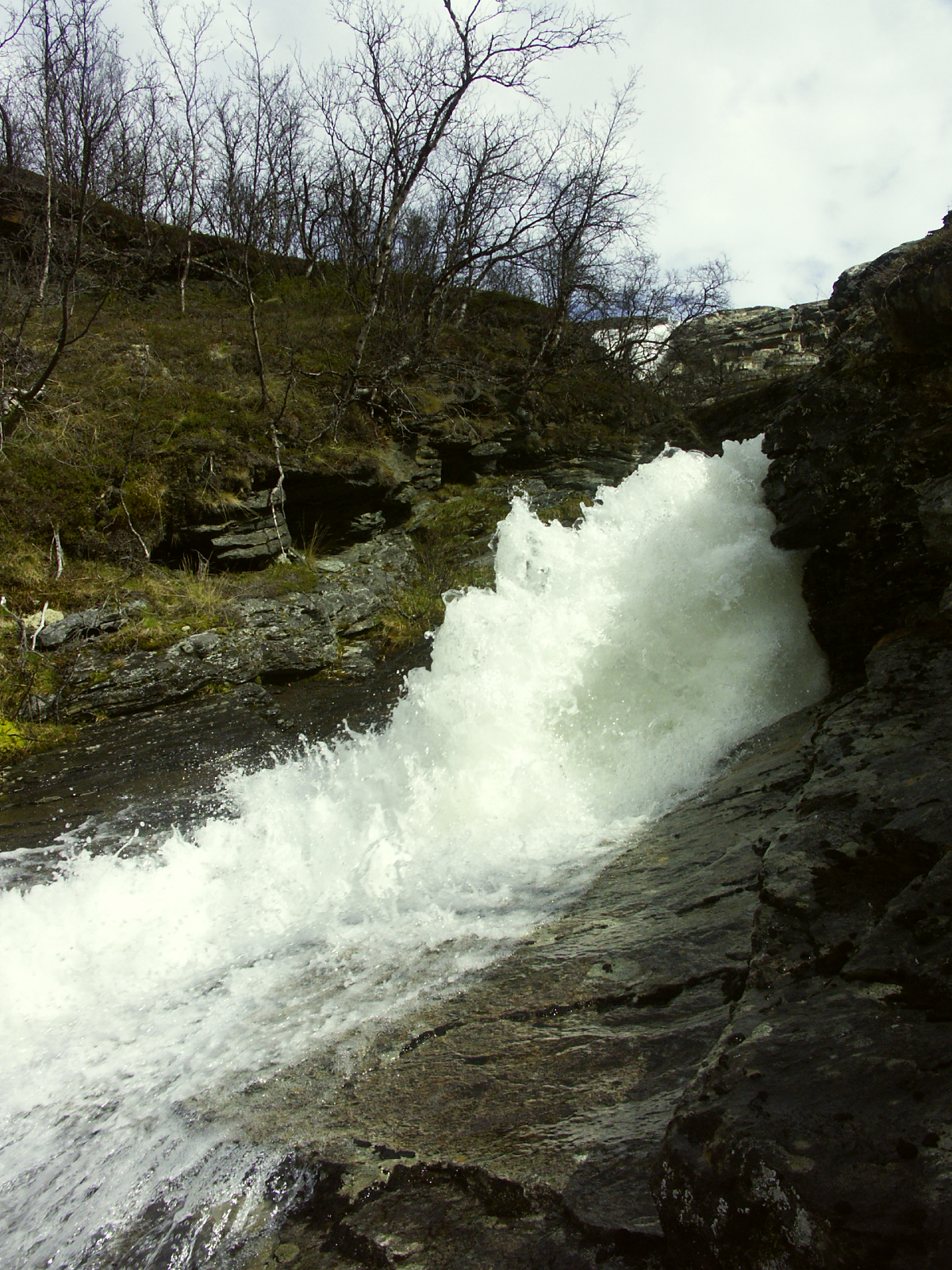
Cascadas de Helligskogen